# Cervecería Caracas
Cervecería Caracas fue un equipo de béisbol perteneciente a la Liga Venezolana de Béisbol Profesional, fundado en 1942 por Martín Tovar Lange, cuya sede principal fue el Estadio Cerveza Caracas, y participó desde la creación de la LVBP en 1945 junto a Magallanes, Patriotas de Venezuela y Sabios del Vargas.

## Historia

### Antecedentes (1941-1944)
La historia del club tiene sus orígenes en la victoria de la selección de béisbol de Venezuela en la Serie Mundial de Béisbol de 1941. A raíz de este hecho trascendente para el deporte venezolano, Jesús Corao sugirió al empresario Martín Tovar Lange la contratación de gran parte de la nómina del equipo campeón para jugar como club en la Serie Nacional de Béisbol. Para ello contaría con el apoyo de la compañía de licores "Cerveza Caracas", que recientemente había comprado la "Cerveza Princesa".  Esta empresa poseía una franquicia en el béisbol venezolano con el mismo nombre, pero su sede se encontraba Maiquetía, ubicada en el actual estado La Guaira. El equipo Princesa disputó su último partido el 7 de mayo de 1942. 
Así el 11 de mayo de ese año Cervecería Caracas debuta en el torneo de la primera división del béisbol en la temporada 1942/1943, ante el equipo Los Criollos en Puerto Cabello. El equipo fue conducido por el mánager Alejandro Carrasquel. 
El 5 de abril de 1942 deciden adquirir el Estadio San Agustín para el club, renombrándolo "Estadio Cerveza Caracas", ubicado en la Parroquia San Agustín, muy cerca del centro histórico de Caracas.

### Desarrollo (1945-1951)
El 27 de diciembre de 1945, se constituyó la Liga Venezolana de Béisbol Profesional (LVBP) con el Cervecería Caracas como uno de los cuatro equipos fundadores junto con Magallanes, Venezuela y Vargas.
El domingo 13 de enero de 1946, un día después de la jornada inaugural de la LVBP, se produjo el debut del Cervecería Caracas en la pelota rentada. En aquella ocasión, el conjunto dirigido por Casanova cayó ante el Vargas 12-1. Una semana después, el 17 de enero, el equipo cervecero obtuvo su primera victoria en la liga, ante el Venezuela 2-0. En ese cotejo hizo su estreno Alfonso “Chico” Carrasquel, quien luego se convertiría en una símbolo de la divisa capitalina.
Cervecería Caracas escoltó al campeón Sabios del Vargas en la primera temporada de béisbol profesional venezolano. Para asegurar esa segunda casilla, los muchachos de Casanova tuvieron que fajarse para supera en encuentro extra al equipo Venezuela.
Historia similar se presentó en el certamen 1946-47. Vargas ganó la primera vuelta con marca de 11-7 y la tropa lupulosa se impuso en la segunda etapa del torneo con registro de 14-4. Ambos conjuntos protagonizaron la primera serie final en la historia de la LVBP y Vargas se impuso en cuatro desafíos para renovar el gallardete.
Luego de una tradición de “purocriollismo”, el primer episodio de la década que estremeció los cimientos de la tradición de la divisa capitalina fue precisamente la contratación de los primeros jugadores importados en la temporada 1950-51. Se lograron las firmas del cácher Lester Fusselman, el inicialista Maurice Mozzali, el infielder Roy Dueñas, el jardinero Wilmer Fields y los lanzadores Roy Parker, Earl Mossor y Ernie Shore.
Pese a los resultados, en el torneo siguiente volvieron por sus fueros en su última presentación en la campaña 1951-1952, con una contundente demostración de poderío que le permitió sacar hasta trece partidos de ventaja al Magallanes.
En esa temporada 1951-52, el conjunto lupuloso logró una seguidilla de 17 triunfos, superando su propio récord de 14 impuesto dos años antes. Esa marca de victorias al hilo se mantendría intacta por espacio de 37 años, hasta que los Leones del Caracas la derribarían para aumentarla a 18.

### Paso a Leones del Caracas (1952)
Luego de concluir la temporada 1951-52 todos los equipos de la LVBP mostraron sus cuentas en rojo. El Vargas y Magallanes tuvieron pérdidas cercanas a los 50 mil bolívares, el Venezuela de 75 mil y el Cervecería Caracas de 105 mil, pues la nómina del club lupuloso era la más costosa de todas.
En visto de ello, estalló en el seno de la LVBP una severa crisis, la cual condujo a que los propietarios del Vargas y del Cervecería pusieran en venta sus equipos, con franquicia y todo.

Como reflejo de los aprietos por los que atravesaba la pelota profesional en esos días, el 8 de julio de 1952, se conoce que Oscar Machado Zuloaga, presidente de la Cervecería Caracas, le participa por escrito lo siguiente a Martín Tovar Lange: 
“Debido a las diferentes controversias que se han suscitado en los últimos meses en diversos sectores, en relación con el último campeonato de baseball profesional, ha llegado el momento de reconsiderar la autorización que se le dio para usar el nombre de la Cervecería en el club de su propiedad (…) por lo tanto la junta que presido ha llegado a la conclusión de que para el mejor desarrollo y bienestar del deporte, se dé por cancelada dicha autorización”
Casi dos semanas después, Tovar Lange le dirige comunicación a la LVBP, en la cual solicita suprimir el nombre “Cervecería” en la franquicia de su propiedad y denominar al club como “Caracas BBC”, nombre que tiene registrado legalmente.

El 8 de agosto, Tovar Lange vuelve a emitir comunicación a la LVBP. En esta oportunidad informa que: 
"Debido a circunstancias insuperables, relacionadas con mis ocupaciones, me he visto obligado a desprenderme de las actividades del baseball, a las que desde hace tanto tiempo venía ligado como propietario del 'CERVECERIA CARACAS BBC', hoy denominado 'CARACAS BBC ', y en consecuencia, participó a ustedes que he cedido y traspasado el 'CARACAS BBC ' con todos sus derechos y acciones, al señor Pablo Morales".
Al día siguiente, los medios se hacen eco de la venta del Caracas al empresario Pablo Morales, quien la inicia como una nueva franquicia y le da el nombre de Leones del Caracas. El diario El Nacional, a través de nota firmada por el reportero Felo Giménez, se encarga de dar la primicia sobre el precio de la negociación por 75 mil bolívares, mientras que el 16 de agosto se conoce que el estadio Cerveza Caracas había sido puesto a la venta, con lo que se ratifica que el siguiente torneo se jugará en el moderno estadio de béisbol de la Ciudad Universitaria.

## Títulos Obtenidos
Liga Venezolana de Béisbol Profesional
3 Títulos Locales
- 1947/48
- 1948/49
- 1951/52

1 Título Interamericano
- Serie Interamericana  1950

Serie Particulares:
- Cervecería 54 Magallanes 46
- Cervecería 56 Sabios de Vargas 37
- Cervecería 66 Patriotas de Venezuela 36

Récord de por vida en Temporada Regular:
- Ganados: 176, Derrotas: 118, Porcentaje de Ganados: ~60%